# 内部トラキア革命組織
内部トラキア革命組織（ないぶ-かくめいそしき、ブルガリア語:Вътрешна тракийска революционна организация、Vatreshna Trakiyska Revoliucionna Organizacia）、略称ВТРО（VTRO）は、ブルガリア人の革命組織で、西トラキア地方およびブルガリア南部で1922年から1934年まで活動した。

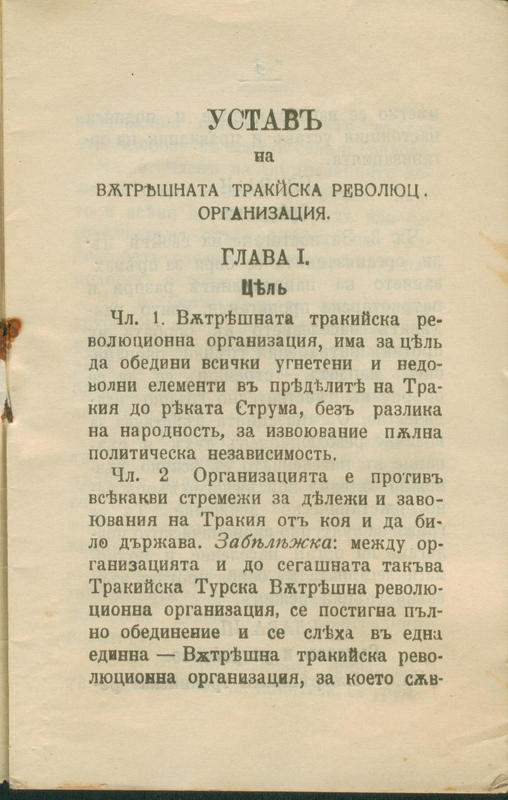
内部トラキア革命組織の規則の抜粋（1923年）
内部トラキア革命組織の規則
第1章:目的
第1項:内部トラキア革命組織は、民族の別に関わらずトラキア地方からストルマ川にかけての全ての不満要因を糾合し、革命を通じて完全なる政治的独立を勝ち取る目的を有する。
第2項:組織は、トラキア地方を分割し支配しようとするいかなる国家の企みとも対決する

内部トラキア革命組織が結成された理由は、第一次世界大戦後の1920年にギリシャに割譲されたトラキア地方における、ブルガリア人の抑圧された状況があった。1922年の希土戦争において、アナトリア半島でギリシャ軍が壊滅的な敗北を喫した後、多くのギリシャ人はトルコ領を去ることを余儀なくされていた。これらのアナトリア半島から流出した多くのギリシャ人が、ブルガリア人の多く住む西トラキア、およびエーゲ・マケドニア地方に流入した。これらのギリシャ人難民に住居を提供するため、ギリシャ政府は数万人に及ぶこの地方のブルガリア人をエーゲ海の島々へと移住させた。この政策は国際連盟の干渉により中止させられたが、トラキア地方に戻ることが出来たブルガリア人も、彼らの住んでいた住居は既にアナトリア半島から流入したギリシャ人によって占拠されてしまっていた。
このようなギリシャ領のブルガリア人に対する状況が、ブルガリア人を武力闘争へと向かわせていった。内部トラキア革命組織は内部マケドニア革命組織との協力のもと、タネ・ニコロフ（Тане Николов、Tane Nikolov）を指導者として結成された。タネ・ニコロフはかつての内部マケドニア・アドリアノープル革命組織（後の内部マケドニア革命組織）の武装勢力の指導者であった。内部トラキア革命組織の武装隊たちは、地域を防衛しているギリシャの守備隊への攻撃を開始した。組織は、ギリシャ領トラキア地方に住むムスリム（≒トルコ人）を代表する組織と協力関係の元に、「国際連盟監視下におけるトラキアの独立」を確保することを目標に、「トラキアはトラキア人のもの」というスローガンを掲げて活動した。

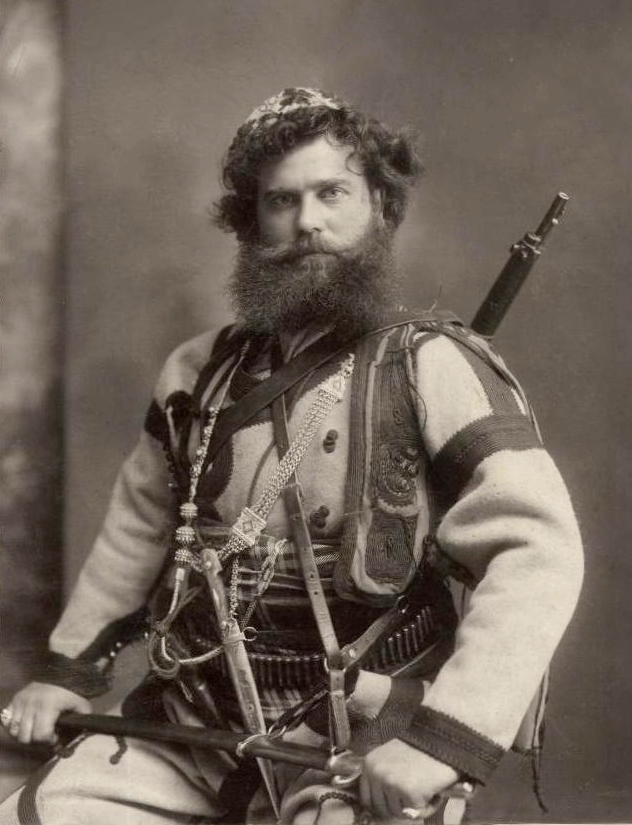
内部トラキア革命運動の指導者、タネ・ニコロフ

1922年の末に、ギリシャ政府は、多くのブルガリア人のブルガリアへの追放を開始し、これに反応した内部トラキア革命組織の抵抗活動は活発化した。組織はブルガリア国境に近い幾らかの地域を実効支配するようになった。しかし、1923年の夏にはローザンヌ条約によってトルコの権利が保障されたため、トルコ人の抵抗運動は休止した。またこの頃には既に、多くのブルガリア人は既にブルガリアへ追放されていた。内部トラキア革命組織の武装隊はトラキア地方各地に浸透していたものの、組織の活動の中心はブルガリアへ脱出するブルガリア人難民の防衛へと移っていた。内部トラキア革命組織はブルガリア国内において、難民の多くが移り住んだ先のハスコヴォやクルジャリを支配し「国内国家」の様相を呈するようになった。組織は難民に住居を提供し、タバコ商人から税を徴収した。組織の活動は本来ブルガリア政府のために国際問題によって始められたものであるため、やがて公式に解体させられた。しかしこれを逃れて自由トラキア委員会（Комитет за свободна Тракия、Komitet za Svobodna Trakia）の呼称で活動を続けた。しかし自由トラキア委員会は、1934年にキモン・ゲオルギエフ率いるブルガリア政府によって公式に解体させられた。